# Dominic Sena
Dominic Sena (nascido em 26 de Abril de 1949 em Niles, Ohio) é um diretor de videoclipes e filmes dos Estados Unidos.

## Filmografia
- Season of the Witch (2010)
- Whiteout (2008)
- The Courier (2006) (anunciado)
- A Normal Life (2006) (anunciado)
- 13 Graves (2006) (TV)
- From Janet. To Damita Jo: The Videos (2004) (Vídeo) (vídeo "If")
- Swordfish (BR: A Senha: Swordfish) (2001)
- Gone in Sixty Seconds (BR: 60 Segundos) (2000)
- Janet Jackson: Design of a Decade 1986/1996 (1996) (Vídeo) (videos "The Pleasure Principle", "Let's Wait Awhile", "Rhythm Nation", "Come Back to Me" e "Miss You Much")
- The Best of Sting: Fields of Gold 1984-1994 (1994) (Vídeo) (vídeo "They Dance Alone")
- Kalifornia (BR: Califórnia) (1993)
- Janet Jackson: The Rhythm Nation Compilation (1990) (Vídeo) (vídeos "Rhythm Nation", "Miss You Much", "Come to Me")
- Rhythm Nation 1814 (1989)